# Чжао Боцзюй

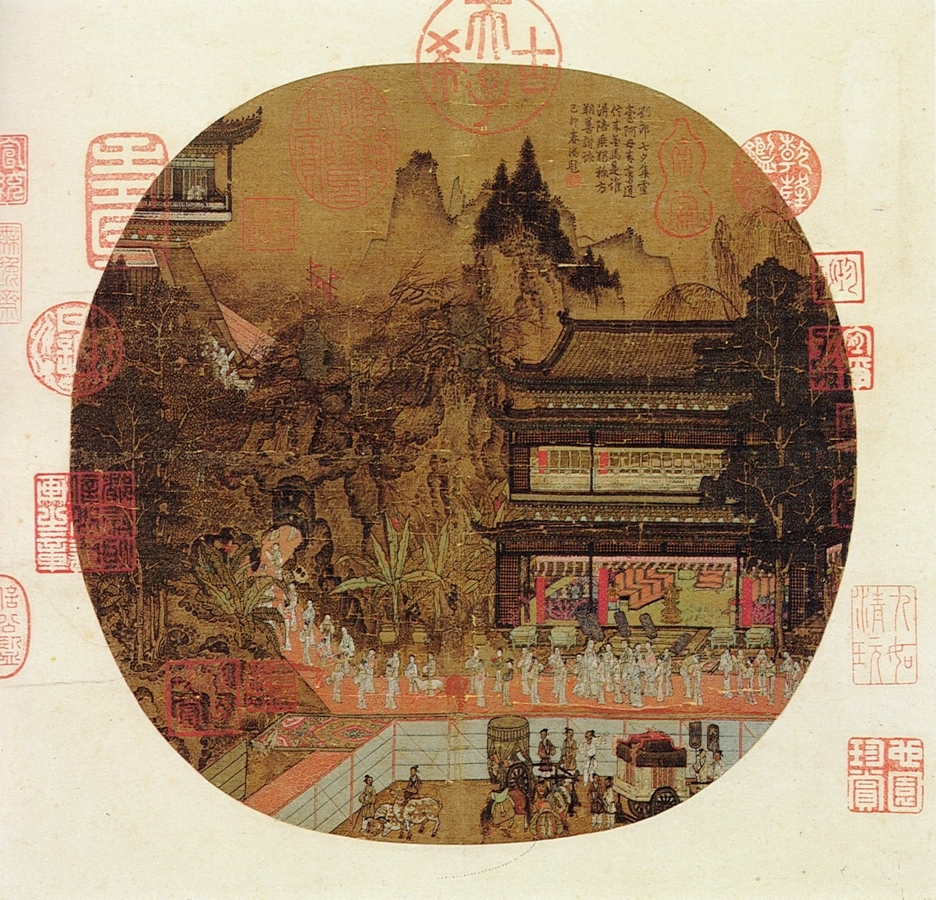
Дворец эпохи Хань. Праздник Осени. XII в. Гугун, Тайбэй. Работа приписана Чжао Боцзюю согласно надписи, сделанной минским художником и коллекционером Дун Цичаном (1555—1636).

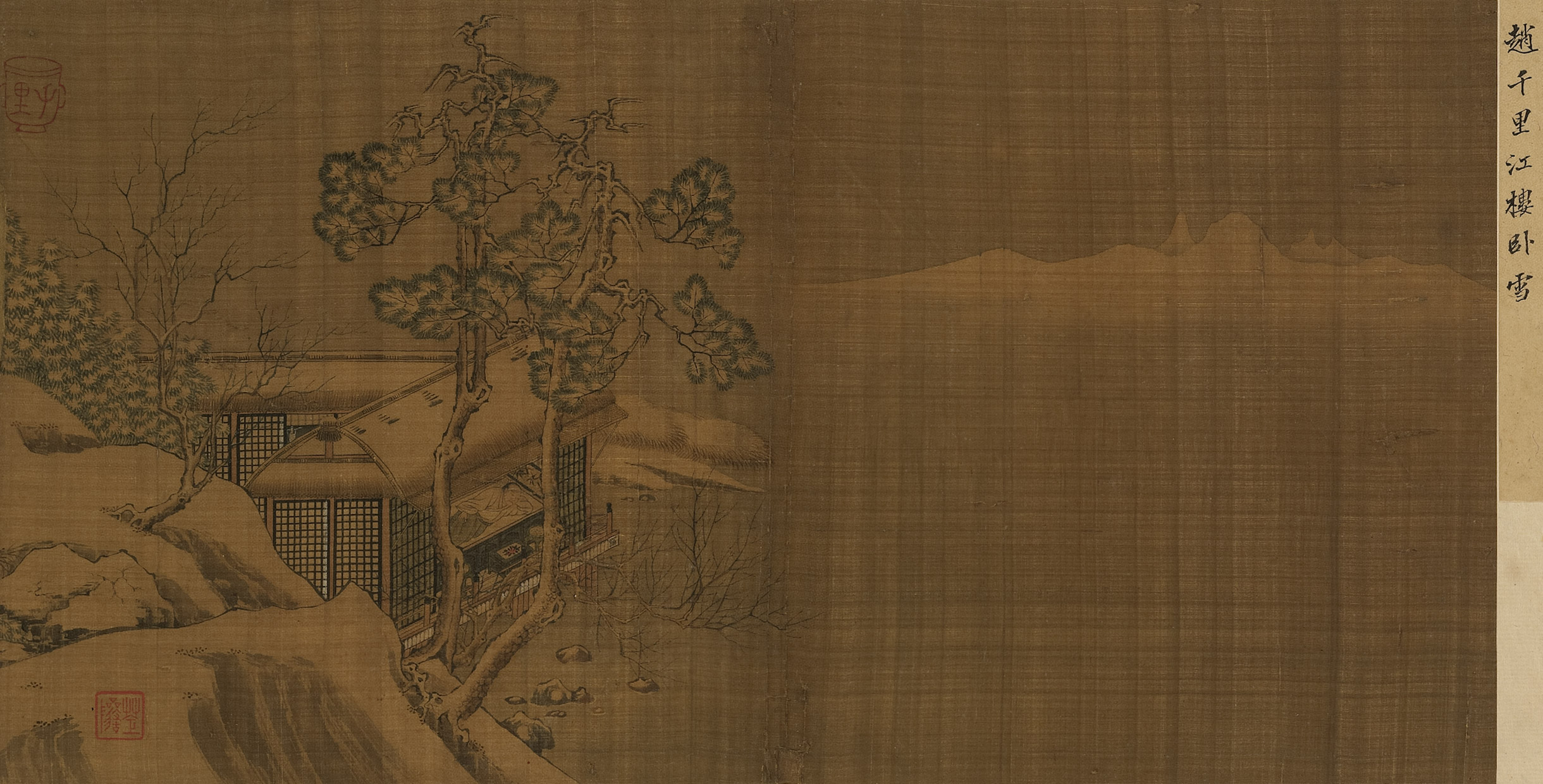
Заснеженная веранда на берегу реки. 12в, Гугун, Тайбэй. Картина приписана Чжао Боцзюю так как на ней кем-то надписано имя Цянь Ли (его второе имя), а работа кисти характерна для произведений периода Южная Сун.

Чжао Боцзюй (кит. 赵伯驹; второе имя Цянь Ли, работал в 1120-х — 1162 гг.) — китайский художник.

## Биография
Точная дата рождения Чжао Боцзюя неизвестна. Это был художник-аристократ, принадлежавший к императорскому семейству Чжао, которое сформировало империю Сун и правило ею более 300 лет (960—1272). Он был потомком в седьмом колене основателя этой империи Тай-Цзу (правил в 960-976гг). Семейство Чжао в китайской истории особенно прославилось в качестве покровителей искусства, а один из его представителей - император Хуэй-цзун (1082 −1135) был настолько увлечён живописью, поэзией и музыкой, что это, в конце концов, сказалось на крепости его государства и привело к потере части территорий.
Отец Чжао Боцзюя — Чжао Линжан (работал в 1070-1100гг) был известным художником и коллекционером живописи и каллиграфии. Художником был и дядя Чжао Боцзюя — младший брат отца Чжао Линсун. Детство Боцзюя проходило в императорских кварталах Кайфэна, а формирование его вкусов было связано с богатой коллекцией живописи, собранной его отцом. Брат Боцзюя — Чжао Босу (1124—1182), выросший в тех же благоприятных условиях, тоже стал известным художником. Для китайской аристократии той поры виртуозное владение кистью в каллиграфии и живописи было не средством к существованию, а благородным занятием, обязательной принадлежностью высокообразованного человека, которое повышало престиж.
Свою карьеру художник начинал при императоре Хуэй-цзуне: в 1120х годах он фигурирует как член Академии Живописи (Хуаюань) в Кайфэне. После того, как Хуэй-цзун отрекся от трона, а Кайфэн в 1127 году был захвачен чжурчжэнями, его наследник император Гао-цзун бежал в Наньцзин, а затем перенёс столицу на юг в г. Линьань, ныне Ханчжоу (1138г). В новой столице были продолжены все сунские институции, включая Академию Живописи. Чжао Боцзюй числился в ней в чине дайчжао, но кроме этого занимал официальные должности в правительстве — хранителя императорской печати, военного администратора пехоты и кавалерии в Чжэдуне, пров. Чжэцзян, и т. д. Источники описывают его как одного из самых любимых художников императора Гао-цзуна (известно, что по приказу Гао-цзуна он выполнил роспись ширм в одном из залов императорского дворца).
Точная дата кончины художника неизвестна. Его творчество оказывало влияние на художников юаньской и минской эпохи, в частности на таких крупных мастеров, как Хуан Гунван и Вэнь Чжэнмин.

## Творчество
Чжао Боцзюй был продолжателем стиля танского художника Ли Сысюня (651—716), изобретателя так наз. «сине-зелёного пейзажа», который культивировался императорским семейством Ли, правившим танским Китаем в VII—X веках. Для него характерны тщательная прописка всех деталей картины (гунби) и использование густых красок с преобладанием синих и зелёных тонов.
Чжао Боцзюй, равно как и его отец Чжао Линжан, в своём творчестве опирался не на наблюдения реальной природы, но основывался на изучении картин древних мастеров, стремясь продолжить древнюю танскую традицию пейзажа. Увлечения древностями и страсть к их собирательству, глубокое уважение к своей древней истории, были отличительной чертой образованных людей того времени. Однако в отличие от более простой красоты танских сине-зелёных пейзажей, произведениям сунской поры присущи большее изящество и декоративность. Самым достоверным пейзажем в этом стиле, из всех, что приписываются кисти Чжао Боцзюя, является «Краски осени вокруг потоков и гор» (Музей Гугун, Пекин). В нём ощущается влияние более раннего сунского пейзажа, представленного в работах предшественников Боцзюя — Ван Шэня, Ван Симэна и самого Хуэй-цзуна. Однако произведение создаёт такое ощущение реальности и присутствия, что некоторые учёные нашли его более близким северной традиции пейзажа (Ли Чэн, Фань Куань и т. д.), чем тому, что создавалось после Ли Тана — художника, чьё творчество также сказалось на манере Чжао Боцзюя.

Чжао Боцзюй. Краски осени вокруг потоков и гор. 56х324 см. XII век. Гугун, Пекин. Несмотря на то, что это единственный подлинный пейзаж XII века, приписанный Чжао Боцзюю, история его происхождения оставляет вопросы. Свиток был подарен первому императору династии Мин Чжу Юаньчжану чиновником, который приобрёл его у торговца древностями. Император решил, что это картина Чжао Боцзюя и назвал её осенним пейзажем. На самом деле, судя по всему, изображена не осень, а весна, и истинный автор окончательно не установлен. В любом случае, эта работа, наряду со свитком Ван Симэна — лучшее, из дошедших до наших дней оригинальных произведений сунского императорского стиля.

Чжао Боцзюй был искусен и в иных традиционных жанрах: «живописи фигур» (жэньу) и в «живописи цветов и птиц» (хуаняо). В рамках жанра «жэньу» он создал целый ряд произведений на исторические и религиозные темы, писал также бытовые сценки.
Его наследие огромно, в старинных каталогах и в списках собраний империи Цин упоминается множество его работ. Известный знаток старинной китайской живописи Джеймс Кэхилл сообщает о «тысячах произведений, которые приписаны Чжао Боцзюю, или на которых, по крайней мере, стоит его имя». Но все они либо поздние копии, либо подделки. Эти работы регулярно появляются на мировых аукционах и стоят не очень дорого. Поэтому в каждом конкретном случае речь идёт не о подлиннике, принадлежащем Чжао Боцзюю, а о том, в какой мере эта поздняя копия может соответствовать реальному произведению или реальной манере мастера.

Усадьба Ванчуань. XVI век. Галерея Фрир, Вашингтон. Образец сине-зелёного пейзажа эпохи Мин. Возможно это минская копия произведения Чжао Боцзюя, а возможно и нет. Усадьба Ванчуань была местом, где жил прославленный танский поэт Ван Вэй. Он первым создал свиток на эту тему, и с тех пор копирование этого сюжета в самых разных вариантах продолжалось столетиями.